# 1893 au Canada
Pour un article plus général, voir Chronologie du Canada.
Cet article traite des événements qui se sont produits durant l'année 1893 au Canada.

## Événements

### Politique
- Création du Parc provincial Algonquin en Ontario.

### Justice
- Loi sur les preuves (Canada Evidence Act)

### Sport

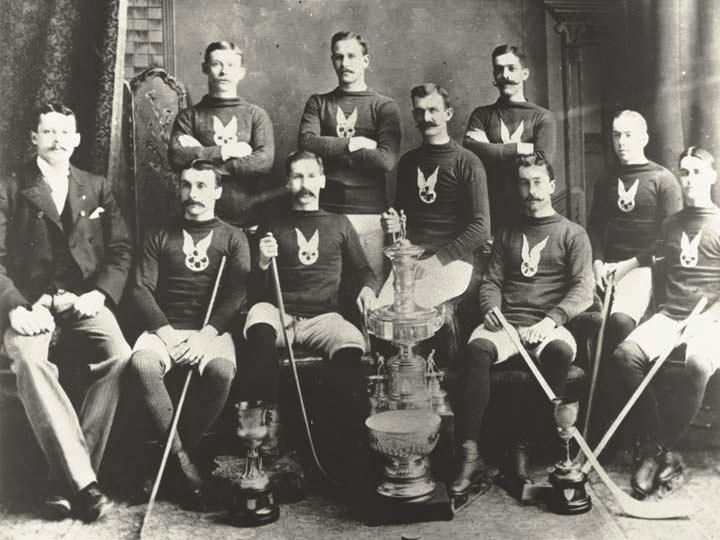
Première Coupe Stanley, 1893

- Association athlétique amateur de Montréal (AAA de Montréal) gagne la première Coupe Stanley.
- Fondation de l'équipe de hockey sur glace les Sénateurs d'Ottawa (1893-1934)

### Économie

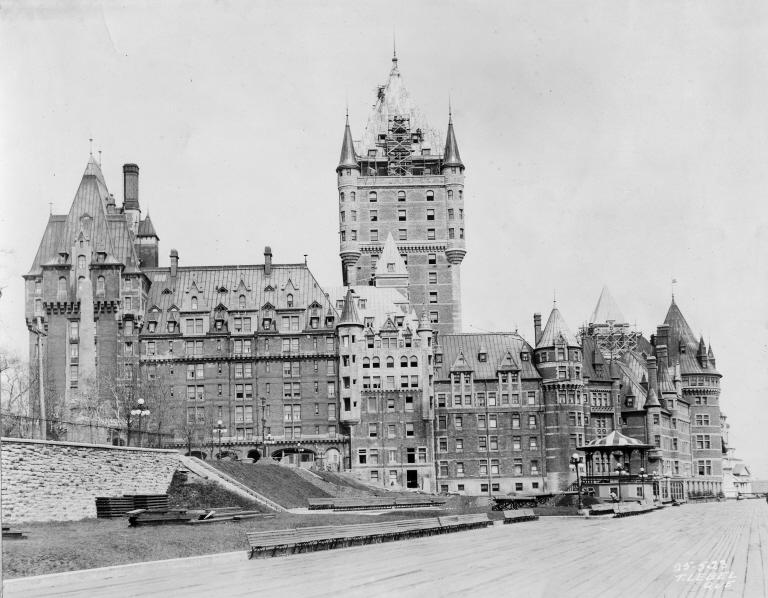
Chateau Frontenac

- Ouverture du château Frontenac à Québec.

### Science
- les frères James Williams Tyrrell et Joseph Burr Tyrrell explorent les Territoires du Nord-Ouest dans la région allant du Lac Athabasca à la Baie d'Hudson.

### Culture
- Inauguration du théâtre Monument national à Montréal.
- Joséphine Marchand lance la première revue féminine Au coin du feu.

### Religion
- 18 décembre : Robert Machray est élu primat de l'Église anglicane du Canada.

## Naissances
- Émile Coderre, auteur connu sous le pseudonyme de Jean Narrache.
- 18 mars : Olivier Guimond, père, comédien du burlesque.
- 5 mai : Dewey Soper, auteur et explorateur de l'Arctique canadien.
- 7 mai : Frank J. Selke, dirigeant au hockey sur glace.
- 20 juin : Austin Claude Taylor, homme politique du Nouveau-Brunswick.
- 12 octobre : George Hodgson, nageur olympique.
- 23 décembre : Arthur Roy Brown, aviateur.

## Décès
- 30 mars : Jane Sym, femme d'Alexander Mackenzie.
- 22 juillet : John Rae, explorateur.
- 7 août : Joseph-Guillaume Barthe, journaliste et politicien.
- 19 septembre : Alexander Tilloch Galt, homme d'affaires et père de la confédération.
- 26 octobre : John Bruce, président du gouvernement provisoire métis en 1869.
- 30 octobre : John Joseph Caldwell Abbott, premier ministre du Canada.
- 9 novembre : Henri Bernier, homme politique fédéral provenant du Québec.
- 7 décembre : Rodolphe Laflamme, politicien et ministre de la justice.
- Stanislas Drapeau : éditeur.